# Хельсинкский филармонический оркестр
Хельсинкский филармонический оркестр (фин. Helsingin kaupunginorkesteri, швед. Helsingfors stadsorkester) — финский симфонический оркестр, базирующийся в Хельсинки.
Оркестр основан в 1882 году Робертом Каянусом под именем Хельсинкского оркестрового общества и является старейшим постоянно действующим оркестром северных стран.
В 1914 году, после объединения с Хельсинкским симфоническим оркестром, коллектив получил своё современное название. До 1962 года одновременно являлся также оркестром Финской национальной оперы.

## Главные дирижёры
- Роберт Каянус (1882—1932)
- Георг Шнеевойгт (1932—1940)
- Армас Ярнефельт (1942—1943)
- Мартти Симиля (1945—1951)
- Тауно Ханникайнен (1951—1963)
- Йорма Панула (1965—1972)
- Пааво Берглунд (1975—1979)
- Ульф Сёдерблум (1978—1979)
- Окко Каму (1981—1989)
- Серджиу Комиссиона (1990—1994)
- Лейф Сегерстам (1995—2007)
- Юн Стургордс (2008—2015)
- Сусанна Мялкки (c 2016)